# Paljassaare poolsaar

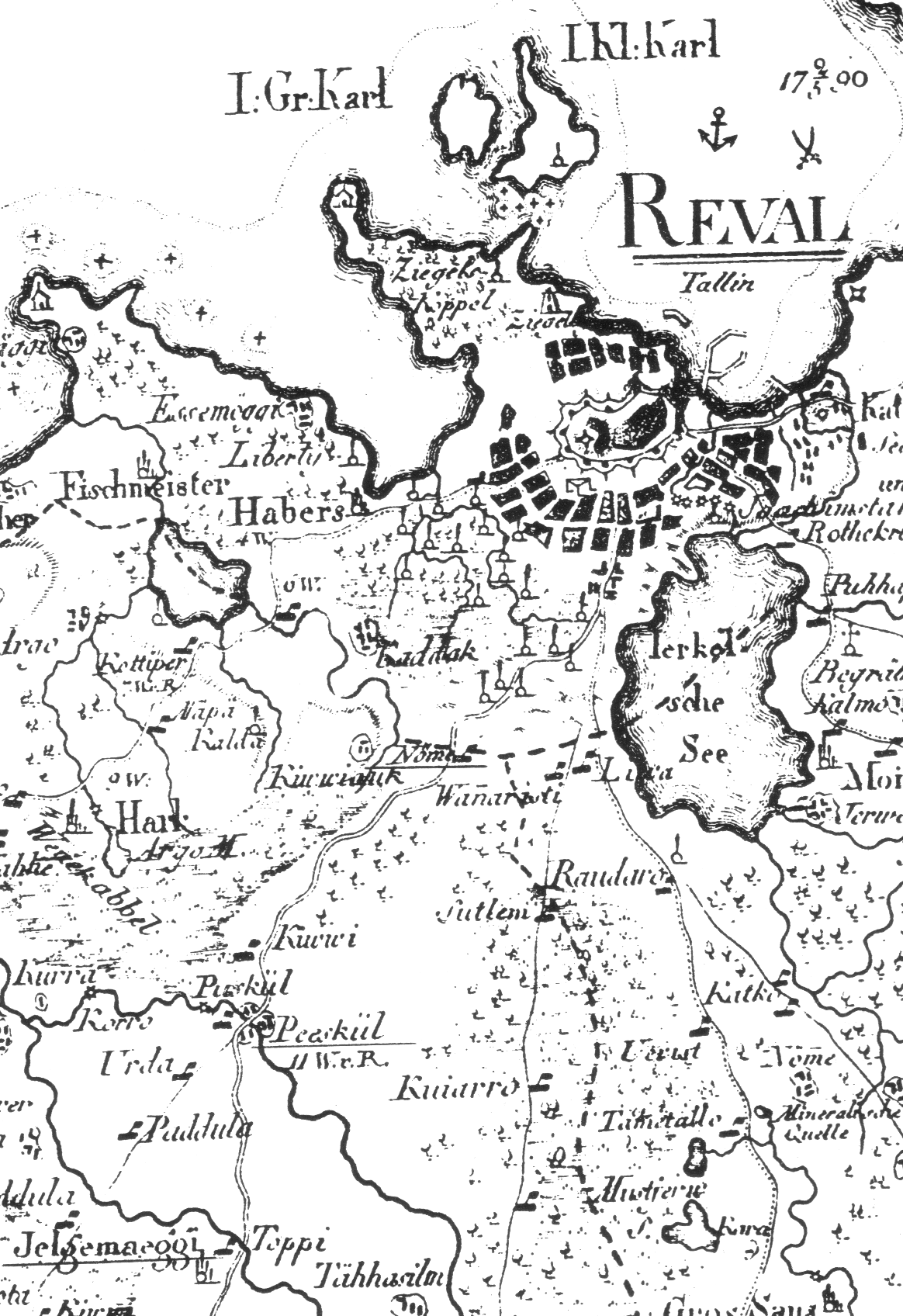
Karlsöarna i Tallinn (Reval) på en karta från 1798.

Paljassaare poolsaar (Paljassaarehalvön) är en halvö i det estniska landskapet Harjumaa som ligger i huvudstaden Tallinn, cirka 5 kilometer nordväst om stadens centrala delar. På halvön ligger stadsdelen Paljassaare som utgör en del av stadsdistriktet Põhja-Tallinn. Halvön avgränsas i väster av bukten Paljassaare laht, i söder av stadsdelen Kopli och i öster av viken Tallinna reid. Halvön bildades genom utfyllnader 1912–1917. Innan dess fanns i området två öar som på estlandssvenska benämndes Stora och Lilla Karlsö (Paljassaared).
Årsmedeltemperaturen i trakten är 5 °C. Den varmaste månaden är augusti, då medeltemperaturen är 18 °C, och den kallaste är januari, med −8 °C.